# Gaborone United Sporting Club
Le Gaborone United est un club botswanais de football basé à Gaborone.

## Palmarès
- Championnat du Botswana : (8)
  - Champion : 1967, 1969, 1970, 1986, 1990, 2009, 2022, 2025
  - Vice-champion : 1993, 1997, 2008, 2023

- Coupe du Botswana : (10)
  - Vainqueur : 1968, 1970, 1978, 1984, 1985, 1990, 2012, 2020, 2022, 2023
  - Finaliste : 1986, 1993, 2000